# Sainte-Colombe (Seine-Maritime)
Sainte-Colombe é uma comuna francesa na região administrativa da Normandia, no departamento de Sena Marítimo. Estende-se por uma área de 5,71 km². Em 2010 a comuna tinha 222 habitantes (densidade: 38,9 hab./km²).